# Тинибекова Айсулуу Болотівна
Айсулуу Болотівна Тинибекова (кирг. Айсулуу Тыныбекова; нар. 4 травня 1993, Майлуу-Суу, Джалал-Абадська область) — киргизька борчиня вільного стилю, триразова чемпіонка та бронзова призерка чемпіонатів світу, п'ятиразова чемпіонка, триразова срібна та дворазова бронзова призерка чемпіонатів Азії, чемпіонка та дворазова бронзова призерка Азійських ігор, срібна призерка Азійських ігор в приміщенні, дворазова чемпіонка Ігор ісламської солідарності, володарка Кубку світу, учасниця трьох Олімпійських ігор, срібна призерка Олімпійських ігор 2020 та бронзова призерка Олімпійських ігор 2024. У 2012 році стала першою киргизстанською борчинею на Олімпійських іграх.

## Біографія
Боротьбою почала займатися з 2008 року. У 2010 році стала бронзовою призеркою чемпіонату Азії серед кадетів. У 2013 — стала чемпіонкою Азії серед юніорів і бронзовою призеркою чемпіонату світу в цій же віковій категорії.
Виступає за борцівський клуб «РУОР» з Бішкека. Тренер — Нурбек Ізабеков.

### Інцидент з побиттям неповнолітньої
3 квітня 2012 року Тинибекова разом із ще одним членом національної збірної з боротьби Розалією Тілегеновою побила неповнолітню дівчину неподалік від Киргизької національної філармонії.
Ленінський райсуд Бішкека засудив Айсулуу Тинибекову до двох років позбавлення волі умовно. Її співучасниця Розалія Тілегенова отримала один рік умовно. Спортсменки не визнали свою провину.

## Спортивні результати на міжнародних змаганнях

### Виступи на Олімпіадах
| Змагання                    | Збірна     | Вагова категорія          | Місце  |
| --------------------------- | ---------- | ------------------------- | ------ |
| Літні Олімпійські ігри 2012 | Киргизстан | жіноча боротьба, до 63 кг | 13     |
| Літні Олімпійські ігри 2016 | Киргизстан | жіноча боротьба, до 58 кг | 5      |
| Літні Олімпійські ігри 2020 | Киргизстан | жіноча боротьба, до 62 кг | Срібло |
| Літні Олімпійські ігри 2024 | Киргизстан | жіноча боротьба, до 62 кг | Бронза |

### Виступи на Чемпіонатах світу
| Змагання                        | Збірна     | Вагова категорія          | Місце  |
| ------------------------------- | ---------- | ------------------------- | ------ |
| Чемпіонат світу з боротьби 2011 | Киргизстан | жіноча боротьба, до 63 кг | 25     |
| Чемпіонат світу з боротьби 2013 | Киргизстан | жіноча боротьба, до 59 кг | 7      |
| Чемпіонат світу з боротьби 2014 | Киргизстан | жіноча боротьба, до 58 кг | 13     |
| Чемпіонат світу з боротьби 2015 | Киргизстан | жіноча боротьба, до 58 кг | 14     |
| Чемпіонат світу з боротьби 2017 | Киргизстан | жіноча боротьба, до 58 кг | Бронза |
| Чемпіонат світу з боротьби 2019 | Киргизстан | жіноча боротьба, до 62 кг | Золото |
| Чемпіонат світу з боротьби 2021 | Киргизстан | жіноча боротьба, до 62 кг | Золото |
| Чемпіонат світу з боротьби 2022 | Киргизстан | жіноча боротьба, до 62 кг | 5      |
| Чемпіонат світу з боротьби 2023 | Киргизстан | жіноча боротьба, до 62 кг | Золото |

### Виступи на Чемпіонатах Азії
| Змагання                       | Збірна     | Вагова категорія          | Місце  |
| ------------------------------ | ---------- | ------------------------- | ------ |
| Чемпіонат Азії з боротьби 2011 | Киргизстан | жіноча боротьба, до 59 кг | 5      |
| Чемпіонат Азії з боротьби 2012 | Киргизстан | жіноча боротьба, до 63 кг | 7      |
| Чемпіонат Азії з боротьби 2013 | Киргизстан | жіноча боротьба, до 59 кг | Бронза |
| Чемпіонат Азії з боротьби 2014 | Киргизстан | жіноча боротьба, до 60 кг | Срібло |
| Чемпіонат Азії з боротьби 2015 | Киргизстан | жіноча боротьба, до 58 кг | Срібло |
| Чемпіонат Азії з боротьби 2016 | Киргизстан | жіноча боротьба, до 58 кг | Золото |
| Чемпіонат Азії з боротьби 2017 | Киргизстан | жіноча боротьба, до 58 кг | Золото |
| Чемпіонат Азії з боротьби 2019 | Киргизстан | жіноча боротьба, до 62 кг | Золото |
| Чемпіонат Азії з боротьби 2020 | Киргизстан | жіноча боротьба, до 62 кг | Бронза |
| Чемпіонат Азії з боротьби 2021 | Киргизстан | жіноча боротьба, до 62 кг | Золото |
| Чемпіонат Азії з боротьби 2022 | Киргизстан | жіноча боротьба, до 62 кг | Срібло |
| Чемпіонат Азії з боротьби 2023 | Киргизстан | жіноча боротьба, до 62 кг | Золото |
| Чемпіонат Азії з боротьби 2024 | Киргизстан | жіноча боротьба, до 62 кг | Золото |

### Виступи на Кубках світу
| Змагання                    | Збірна     | Вагова категорія          | Місце  |
| --------------------------- | ---------- | ------------------------- | ------ |
| Кубок світу з боротьби 2020 | Киргизстан | жіноча боротьба, до 62 кг | Золото |
| Кубок світу з боротьби 2022 | Киргизстан | команда                   | 5      |

### Виступи на Азійських іграх
| Змагання                        | Збірна     | Вагова категорія          | Місце  |
| ------------------------------- | ---------- | ------------------------- | ------ |
| Азійські ігри 2010              | Киргизстан | жіноча боротьба, до 55 кг | 11     |
| Азійські ігри 2014              | Киргизстан | жіноча боротьба, до 55 кг | Бронза |
| Азійські ігри в приміщенні 2017 | Киргизстан | жіноча боротьба, до 58 кг | Срібло |
| Азійські ігри 2018              | Киргизстан | жіноча боротьба, до 62 кг | Золото |
| Азійські ігри 2022              | Киргизстан | жіноча боротьба, до 62 кг | Бронза |

### Виступи на Іграх ісламської солідарності
| Змагання                          | Збірна     | Вагова категорія          | Місце  |
| --------------------------------- | ---------- | ------------------------- | ------ |
| Ігри ісламської солідарності 2017 | Киргизстан | жіноча боротьба, до 58 кг | Золото |
| Ігри ісламської солідарності 2022 | Киргизстан | жіноча боротьба, до 62 кг | Золото |

### Виступи на інших змаганнях
| Змагання                                                     | Збірна     | Вагова категорія          | Місце  |
| ------------------------------------------------------------ | ---------- | ------------------------- | ------ |
| Золотий Гран-прі з боротьби 2011 (Баку)                      | Киргизстан | жіноча боротьба, до 59 кг | 5      |
| Олімпійський кваліфікаційний турнір з боротьби 2012 (Астана) | Киргизстан | жіноча боротьба, до 63 кг | Срібло |
| Гран-прі Іспанії з боротьби 2012                             | Киргизстан | жіноча боротьба, до 63 кг | Бронза |
| Klippan Lady Open 2013                                       | Киргизстан | жіноча боротьба, до 59 кг | Бронза |
| Літня Універсіада 2013                                       | Киргизстан | жіноча боротьба, до 59 кг | Бронза |
| Гран-прі «Іван Яригін» 2014                                  | Киргизстан | жіноча боротьба, до 58 кг | 5      |
| Золотий Гран-прі з боротьби 2014 (Париж)                     | Киргизстан | жіноча боротьба, до 58 кг | Бронза |
| Гран-прі Німеччини з боротьби 2014                           | Киргизстан | жіноча боротьба, до 58 кг | Срібло |
| Золотий Гран-прі з боротьби 2014 (Баку)                      | Киргизстан | жіноча боротьба, до 58 кг | 10     |
| Міжнародний меморіал Білла Фаррелла 2014                     | Киргизстан | жіноча боротьба, до 58 кг | Золото |
| Гран-прі «Іван Яригін» 2015                                  | Киргизстан | жіноча боротьба, до 58 кг | Срібло |
| Гран-прі Іспанії з боротьби 2015                             | Киргизстан | жіноча боротьба, до 58 кг | Срібло |
| Відкритий чемпіонат Польщі з боротьби 2015                   | Киргизстан | жіноча боротьба, до 58 кг | 5      |
| Золотий Гран-прі з боротьби 2015                             | Киргизстан | жіноча боротьба, до 58 кг | Срібло |
| Олімпійський кваліфікаційний турнір з боротьби 2016 (Астана) | Киргизстан | жіноча боротьба, до 58 кг | Золото |
| Відкритий чемпіонат Польщі з боротьби 2016                   | Киргизстан | жіноча боротьба, до 58 кг | Срібло |
| Гран-прі Іспанії з боротьби 2016                             | Киргизстан | жіноча боротьба, до 58 кг | 9      |
| Гран-прі «Іван Яригін» 2017                                  | Киргизстан | жіноча боротьба, до 58 кг | Золото |
| Klippan Lady Open 2017                                       | Киргизстан | жіноча боротьба, до 58 кг | Срібло |
| Відкритий чемпіонат Польщі з боротьби 2017                   | Киргизстан | жіноча боротьба, до 58 кг | Срібло |
| Відкритий чемпіонат Китаю з боротьби 2018                    | Киргизстан | жіноча боротьба, до 59 кг | Бронза |
| Гран-прі Іспанії з боротьби 2018                             | Киргизстан | жіноча боротьба, до 59 кг | Золото |
| Турнір Яшара Догу 2018                                       | Киргизстан | жіноча боротьба, до 62 кг | Срібло |
| Henri Deglane Challenge 2019                                 | Киргизстан | жіноча боротьба, до 62 кг | Золото |
| Турнір Дана Колова — Николи Петрова 2019                     | Киргизстан | жіноча боротьба, до 62 кг | Бронза |
| Турнір міста Сассарі з боротьби 2019                         | Киргизстан | жіноча боротьба, до 62 кг | 8      |
| Відкритий чемпіонат Польщі з боротьби 2019                   | Киргизстан | жіноча боротьба, до 62 кг | Срібло |
| Турнір Яшара Догу 2020                                       | Киргизстан | жіноча боротьба, до 62 кг | Золото |
| Меморіал Маттео Пелліконе 2020                               | Киргизстан | жіноча боротьба, до 62 кг | Золото |
| Відкритий чемпіонат Польщі з боротьби 2020                   | Киргизстан | жіноча боротьба, до 62 кг | Золото |
| Київський Міжнародний турнір з боротьби 2021                 | Киргизстан | жіноча боротьба, до 62 кг | Золото |
| Відкритий чемпіонат Польщі з боротьби 2021                   | Киргизстан | жіноча боротьба, до 62 кг | Золото |
| Турнір Яшара Догу 2022                                       | Киргизстан | жіноча боротьба, до 62 кг | 19     |
| Відкритий чемпіонат Загреба з боротьби 2023                  | Киргизстан | жіноча боротьба, до 62 кг | 13     |
| Турнір Ібрагіма Мустафи 2023                                 | Киргизстан | жіноча боротьба, до 62 кг | Золото |
| Меморіал Імре Поляка та Яноша Варги 2023                     | Киргизстан | жіноча боротьба, до 62 кг | Золото |
| Відкритий чемпіонат Загреба з боротьби 2024                  | Киргизстан | жіноча боротьба, до 62 кг | Золото |
| Турнір Яшара Догу, Вехбі Емре і Гаміта Каплана 2024          | Киргизстан | жіноча боротьба, до 62 кг | Золото |
| Відкритий чемпіонат Польщі з боротьби 2024                   | Киргизстан | жіноча боротьба, до 62 кг | Золото |

### Виступи на змаганнях молодших вікових груп
| Змагання                                      | Збірна     | Вагова категорія          | Місце  |
| --------------------------------------------- | ---------- | ------------------------- | ------ |
| Чемпіонат Азії з боротьби серед юніорів 2011  | Киргизстан | жіноча боротьба, до 59 кг | 11     |
| Чемпіонат Азії з боротьби серед юніорів 2012  | Киргизстан | жіноча боротьба, до 63 кг | 8      |
| Чемпіонат Азії з боротьби серед юніорів 2013  | Киргизстан | жіноча боротьба, до 59 кг | Золото |
| Чемпіонат світу з боротьби серед юніорів 2013 | Киргизстан | жіноча боротьба, до 59 кг | Бронза |
| Чемпіонат Азії з боротьби серед кадетів 2009  | Киргизстан | жіноча боротьба, до 52 кг | 5      |
| Чемпіонат Азії з боротьби серед кадетів 2010  | Киргизстан | жіноча боротьба, до 56 кг | Бронза |